# Gulou (sockenhuvudort i Kina, Liaoning Sheng, lat 40,40, long 122,36)
Gulou är en sockenhuvudort i Kina. Den ligger i provinsen Liaoning, i den nordöstra delen av landet, omkring 180 kilometer sydväst om provinshuvudstaden Shenyang. Antalet invånare är 51 960. Befolkningen består av 25 696 kvinnor och 26 264 män. Barn under 15 år utgör 10,0 %, vuxna 15-64 år 76 %, och äldre över 65 år 12,0 %.
Runt Gulou är det tätbefolkat, med 297 invånare per kvadratkilometer. Närmaste större samhälle är Gaizhou, 0,75 km sydost om Gulou. Trakten runt Gulou består till största delen av jordbruksmark.
Genomsnittlig årsnederbörd är 910 millimeter. Den regnigaste månaden är juli, med i genomsnitt 262 mm nederbörd, och den torraste är januari, med 7 mm nederbörd.